# Marco Kühne
Marco Kühne (ur. 26 kwietnia 1985 roku w Annaberg-Buchholz) – niemiecki narciarz, specjalista kombinacji norweskiej, złoty medalista mistrzostw świata juniorów.

## Kariera
Po raz pierwszy na arenie międzynarodowej Marco Kühne pojawił się 14 grudnia 2002 roku, kiedy wystartował w zawodach FIS Race w Klingenthal. Zajął wtedy 12. miejsce w konkursie rozgrywanym metodą Gundersena. W 2003 roku wystartował na mistrzostwach świata juniorów w Sollefteå, gdzie wspólnie z kolegami z reprezentacji wywalczył złoty medal w zawodach drużynowych. Rok później, podczas mistrzostw świata juniorów w Stryn w 2004 roku zajął 22. miejsce w Gundersenie. Wystąpił także na mistrzostwach świata juniorów w Rovaniemi w 2005 roku, gdzie zajął 31. miejsce w sprincie.
W Pucharze Kontynentalnym zadebiutował 8 stycznia 2003 roku w Štrbskim Plesie, gdzie zajął 51. miejsce w starcie masowym. Pierwsze pucharowe punkty wywalczył cztery dni później w Zakopanem, zajmując 30. miejsce w Gundersenie. Pierwszy raz na podium zawodów tego cyklu stanął 17 marca 2007 roku w Ruce, gdzie zwyciężył w Gundersenie. Jak się później okazało było to jego jedyne podium w karierze. W klasyfikacji generalnej sezonu 2006/2007 zajął ostatecznie czwarte miejsce, co jest jego najlepszym wynikiem w PK. Nigdy nie startował w zawodach Pucharu Świata. W 2007 roku zakończył karierę.

## Osiągnięcia

### Mistrzostwa świata juniorów
| Miejsce | Dzień    | Rok  | Miejscowość | Konkurencja          | Wynik zwycięzcy | Strata  | Zwycięzca    |
| ------- | -------- | ---- | ----------- | -------------------- | --------------- | ------- | ------------ |
| 1.      | 7 lutego | 2003 | Sollefteå   | Sztafeta K107/4x5 km | 58.41,8         | -       | -            |
| 22.     | 4 lutego | 2004 | Stryn       | Gundersen K90/10 km  | 26:06,3         | +5:32,9 | Petter Tande |
| 31.     | 26 marca | 2005 | Rovaniemi   | Sprint HS100/5 km    | 14:02,1         | +2:39,0 | Petter Tande |

### Puchar Kontynentalny

#### Miejsca w klasyfikacji generalnej
- sezon 2002/2003: -
- sezon 2003/2004: 23.
- sezon 2004/2005: 37.
- sezon 2005/2006: 26.
- sezon 2006/2007: 4.

#### Miejsca na podium chronologicznie
| Nr | Data          | Miejscowość | Konkurencja           | Wynik zwycięzcy | Pozycja | Strata | Zwycięzca |
| -- | ------------- | ----------- | --------------------- | --------------- | ------- | ------ | --------- |
| 1. | 17 marca 2007 | Ruka        | Gundersen HS142/10 km | 41:08,5         | 1.      | -      | -         |